# Jean-Baptiste-Sébastien Berset d'Hauterives
Pour les articles homonymes, voir Berset.
Jean-Baptiste-Sébastien Berset d'Hauterives est un militaire français, né le 15 août 1773 à Argentré, mort le 4 juillet 1855 à Argentré (Château de Hauterive). 

## Biographie

### Origine
Membre de la famille Berset, il est le fils de Sébastien Berset d'Hauterives et de Renée Françoise Leclerc de Beaulieu.
Il est marié à Marie Lilavois, issue d'une famille de négociants en toile. Il acheta pour 131 000 ₶, le 3 octobre 1737, la terre d'Hauterives à laquelle était unie la seigneurie d'Argentré et qu'il augmenta de plusieurs autres beaux domaines.

### Carrière militaire
Après avoir étudié au Collège de La Flèche, entra au service le 1er mai 1788 comme cadet gentilhomme dans le 4e régiment de Provence, et partit, le 16 décembre 1791, sur la frégate la Normande pour faire la campagne contre les révoltés de Saint-Domingue lors de la Révolution haïtienne.
Il a raconté dans un récit les péripéties de cette expédition désastreuse. Après avoir salué en passant au Cap-Haïtien son cousin Joseph de Berset, élève de marine à bord de la Prudente, il aborda, le 11 avril 1792, dans la province méridionale de l'île qui était en pleine insurrection. Malgré les ravages que le climat fit dans le bataillon, qui de 800 hommes fut réduit à 250, la répression des révoltés était en progrès quand les trois commissaires envoyés par la Convention nationale arrivèrent dans l'île.
« Les générations futures, dit M. de Berset ne pourront jamais croire que la nature ait produit des monstres de l'espèce de ces scélérats qui ont couvert de sang et de ruines la partie française de Saint-Domingue »
.
Le sous-lieutenant de Berset refusa de soutenir les décisions de la Convention nationale ; Étienne Polverel le fit emprisonner, puis conduire à bord de la Surveillante (6 mars 1793) pour être ramené en France. Mais il put s'évader, grâce au concours du lieutenant Colas de La Baronnais, et aborder dans une barque Norfolk où il resta jusqu'au 25 mai 1794. Engagé alors avec le grade de lieutenant au service de l'Angleterre, il passa trois mois à la Jamaïque. Mais sa légion, attaquée le 25 décembre 1794 par les troupes d'André Rigaud lors de la Bataille de Tiburon, fut obligée de battre en retraite et fut rappelée à Jérémie, où de Berset épousa, le 2 février 1796, Sophie-Élisabeth-Charlotte Taveau de Chambrun.
Quand les Anglais furent définitivement expulsés de Saint-Domingue, il put, avec Érasme d'Anglade, son beau-frère, quitter le territoire occupé par André Rigaud pour passer à Port-au-Prince, où dominait Toussaint Louverture. Ce dernier lui fit jurer une obéissance absolue, le garda pendant quatre ans, puis lui permit, le 24 juillet 1800, de s'embarquer pour la France où Sébastien Berset d'Hauterives, son père, l'appelait.
« « Partez, lui dit Toussaint Louverture, vous devez obéir à la voix d'un père, qui après celle de Dieu est la plus forte ». »
Le 2 février 1801, le proscrit rencontrait à Paris son père, sa mère et sa sœur qui n'avaient pas été moins éprouvés que lui pendant la Révolution française. 
Jean-Baptiste-Sébastien Berset d'Hauterives est mort au Château de Hauterive, le 4 juillet 1855, en étant comme son père auparavant, maire d'Argentré. 
Son fils unique « Messire Sébastien-Charles-Alexandre-Amédée de Berset d'Hauterives, commandeur de l'Ordre de Pie IX, chevalier des l'Ordre d'Isabelle la Catholique et de l'Ordre de Charles III d'Espagne, né à Jérémie de Saint-Domingue, le 18 août 1798, époux de Madame Amélie-Aglaé de Bernouilly », est décédé le 18 décembre 1882.